# Ramon Vega
Ramon Vega   (Olten, 14 de juny de 1971) és un exfutbolista suís de la dècada de 1990.
Fou 23 cops internacional amb la selecció suïssa.
Pel que fa a clubs, defensà els colors de Grasshoppers, Cagliari Calcio, Tottenham Hotspur FC, Celtic FC, Watford FC i Créteil.

## Palmarès
Grasshoppers
- Lliga suïssa de futbol: 1990-91, 1994-95, 1995-96]
- Copa suïssa de futbol: 1993-94

Tottenham
- Football League Cup: 1998-99

Celtic
- Scottish Premier League: 2000-01
- Scottish Cup: 2000-01
- Scottish League Cup: 2000-01